# Wolfgang Hupfauf
Wolfgang Hupfauf (* 6. Dezember 1961) ist österreichischer Fußballtrainer und ehemaliger Fußballspieler.

## Fußballspielerkarriere
Der Verteidiger begann in seiner Jugend beim TSV Fulpmes, LZ Schwaz und bei WSG Wattens. Am Anfang seiner Profikarriere spielte Wolfgang Hupfauf beim WSG Wattens. Vom Sommer 1981 bis 1986 war er bei FC Wacker Innsbruck eingesetzt, wo er sechs Erstligaspiele absolvierte. Er wechselte dann zu Austria Salzburg in die zweite Leistungsstufe und später zum Salzburger AK 1914.
Am Ende seiner Laufbahn wurde er von 1990 bis 1997 nochmals bei seinem Jugendverein, dem TSV Fulpmes, verpflichtet.

## Fußballtrainerkarriere
Wolfgang Hupfauf war von 1997 bis 2001 und ab 2007 Trainer bei seinem Stammverein TSV Fulpmes.